# Aleksandra Kostieniuk
Aleksandra Nikołajewna Kostieniuk, ros. Александра Константинова Костенюк (ur. 23 kwietnia 1984 w Permie) – rosyjska szachistka, mistrzyni świata w latach 2008–2010. Od marca 2023 reprezentantka Szwajcarii.

## Kariera szachowa

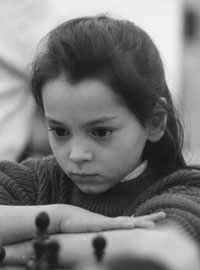
Aleksandra Kostieniuk w wieku dziecięcym

W szachy gra od piątego roku życia. W roku 1994 zwyciężyła w mistrzostwach Europy juniorek do lat 10, zaś dwa lata później zdobyła złoty medal mistrzostw świata juniorek do lat 12. Mając lat 14 została najmłodszą arcymistrzynią świata, zaś w roku 2004 Międzynarodowa Federacja Szachowa nadała jej tytuł arcymistrza (była wówczas dziesiątą kobietą w historii, która otrzymała ten tytuł). W 2001 roku w Moskwie zdobyła tytuł wicemistrzyni świata, w finale przegrywając z Zhu Chen. W 2004 zdobyła złoty medal na rozegranych w Dreźnie mistrzostwach Europy kobiet oraz zdobyła srebrny medal na mistrzostwach Rosji. Rok później w mistrzostwach kraju rozegranych w Samarze zdobyła medal złoty oraz podzieliła II miejsce (wraz z Xu Yuhua) w silnie obsadzonym turnieju North Urals Cup w Krasnoturjinsku. W 2006 zwyciężyła w rozegranych w Moguncji I mistrzostwach świata w szachach losowych, pokonując w finale Elisabeth Pähtz, natomiast w 2008 r. obroniła ten tytuł, w finale pokonując Katerynę Łahno. W tym samym roku osiągnęła największy sukces w swojej karierze, zdobywając w Nalczyku tytuł mistrzyni świata (po finałowym zwycięstwie nad Hou Yifan).
Wielokrotnie reprezentowała Rosję w rozgrywkach drużynowych, m.in.:
- ośmiokrotnie na olimpiadach szachowych (w latach 1998, 2002, 2004, 2006, 2008, 2010, 2012, 2014); dziewięciokrotna medalistka: wspólnie z drużyną – trzykrotnie złota (2010, 2012, 2014), dwukrotnie srebrna (2002, 2006) i brązowa (2004) oraz indywidualnie – złota (2014 – na III szachownicy), srebrna (1998 – na II szachownicy) i brązowa (2012 – na IV szachownicy)[7],
- trzykrotnie na drużynowych mistrzostwach świata (w latach 2011, 2013, 2015); trzykrotna medalistka: wspólnie z drużyną – srebrna (2011) i brązowa (2013) oraz indywidualnie – brązowa (2013 – na II szachownicy)[8],
- sześciokrotnie na drużynowych mistrzostwach Europy (w latach 2003, 2005, 2007, 2009, 2011, 2013); dwunastokrotna medalistka: wspólnie z drużyną – trzykrotnie złota (2007, 2009, 2011), srebrna (2013) i dwukrotnie brązowa (2003, 2005) oraz indywidualnie – czterokrotnie złota (2003 – na III szachownicy, 2009 – na I szachownicy, 2011 – na IV szachownicy, 2013 – na II szachownicy), srebrna (2007 – za wynik rankingowy) i brązowa (2007 – na I szachownicy)[9].

Najwyższy ranking w dotychczasowej karierze osiągnęła 1 września 2014 r., z wynikiem 2543 zajmowała wówczas 7. miejsce na światowej liście FIDE, jednocześnie zajmując 1. miejsce wśród rosyjskich szachistek.